# SoftBank 841SH
SoftBank 841SH(ソフトバンク はちよんいち エスエイチ)は、シャープが開発し、ソフトバンクモバイルが販売するW-CDMA通信方式の携帯電話端末である。また、ここでは、成熟世代をターゲットとしたGENT SoftBank 841SHs(ジェント - はちよんいち エスエイチ エス)、兄弟機でソーラーパネルを搭載した、SoftBank 842SH(- はちよんに エスエイチ)、同じく兄弟機で高齢者をターゲットとしたSoftBank 843SH(- はちよんさん エスエイチ)についても解説する。

## 特徴
- 全機種共通の特徴としては、IPX5、IPX7相当の防水機能に対応するほか、IP5X相当の防塵機能にも対応し、841SHsは、ソフトバンクでは初めての防水機能に加えて、防塵機能も対応した端末である。841SHs、842SH、843SHは、841SHをベースとしているモデルであり、それぞれの特徴は下記参照。

- 841SHは、THE PREMIUM 6 WATERPROOF(ザ プレミアム シックス ウォータープルーフ)と称し、820SHから続くTHE PREMIUMシリーズの1つである。832SHの後継機である。8xxシリーズでのTHE PREMIUMシリーズは824SH以来である。

- 841SHsは、GENT(ジェント)と称し、812SHsから続くGENTシリーズの1つである。832SHsの後継機であり、841SHと機能はほとんど同じものの、文字の表示サイズ大きく、見やすいように文字が太くなっている。

- 842SHは、SOLAR HYBRID(ソーラー ハイブリッド)と称し、936SH以来2機種目のSOLAR HYBRIDシリーズの1つである。936SHよりも発電効力が上がり、ソーラー充電による連続通話時間、連続待受時間の利用可能時間は、936SHの約2倍を実現している。841SHと、機能、キー部分のデザインは大きく変わらないが、サブディスプレイは、有機ELではなく、934SHで搭載した、メモリ液晶が搭載されている。auから、同じソーラーパネルを搭載しているモデルとして、SH007が存在する。

- 843SHは、かんたん携帯と称し、東芝製、NECカシオモバイルコミュニケーションズ製の端末にも称されている高齢者向けのかんたん携帯シリーズの1つであり、シャープ製のかんたん携帯シリーズは初めてである。かんたん携帯シリーズでは初の防水･防塵機能に対応する端末である。841SHと兄弟機ではあるが、841SHの一部機能に対応しないほか、高齢者をターゲットにしているだけに、この端末だけ、緊急ブザー、GPSなどの機能に対応している。また、キー部分のデザインも、従来のかんたん携帯のデザインに似たデザインになっている。